# ریویزوندولی
ریویزوندولی (به ایتالیایی: Rivisondoli) یک کومونه در ایتالیا است که در استان لاکویلا واقع شده‌است. ریویزوندولی ۳۱٫۶۱ کیلومتر مربع مساحت و ۶۸۸ نفر جمعیت دارد و ۱٬۳۲۰ متر بالاتر از سطح دریا واقع شده‌است.